# Nyêr Co
Nyêr Co (kinesiska: Nie’er Cuo, 聂尔错) är en sjö i Kina. Den ligger i den autonoma regionen Tibet, i den sydvästra delen av landet, omkring 900 kilometer väster om regionhuvudstaden Lhasa. Nyêr Co ligger 4 399 meter över havet. Trakten runt Nyêr Co är ofruktbar med lite eller ingen växtlighet.
Genomsnittlig årsnederbörd är 281 millimeter. Den regnigaste månaden är augusti, med i genomsnitt 57 mm nederbörd, och den torraste är november, med 5 mm nederbörd.